# Calaveras Transit
Calaveras Transit is een Amerikaans openbaarvervoerbedrijf uit Californië dat Calaveras County bedient. Het biedt van maandag tot en met vrijdag vijf vaste buslijnen aan. Buslijn 3 rijdt tot in Jackson (in Amador County), waar er aansluiting is op het busnetwerk Amador Transit, en lijn 4 heeft een halte in Columbia (in Tuolumne County), waar reizigers kunnen overstappen op de bussen van Tuolumne County Transit. Calaveras Transit biedt op zaterdagen in de winter ook skibussen aan tussen de plaatsen in het westen van de county en het Bear Valley-wintersportgebied net ten oosten van Calaveras County, in Alpine.
In 2012 schommelde het aantal passagiers per maand tussen 4000 in de zomermaanden en meer dan 7000 in oktober. Het gemiddeld aantal reizigers per dag lag tussen 187,1 (juli) en 344,7 (september).